# 瓦肯举手礼

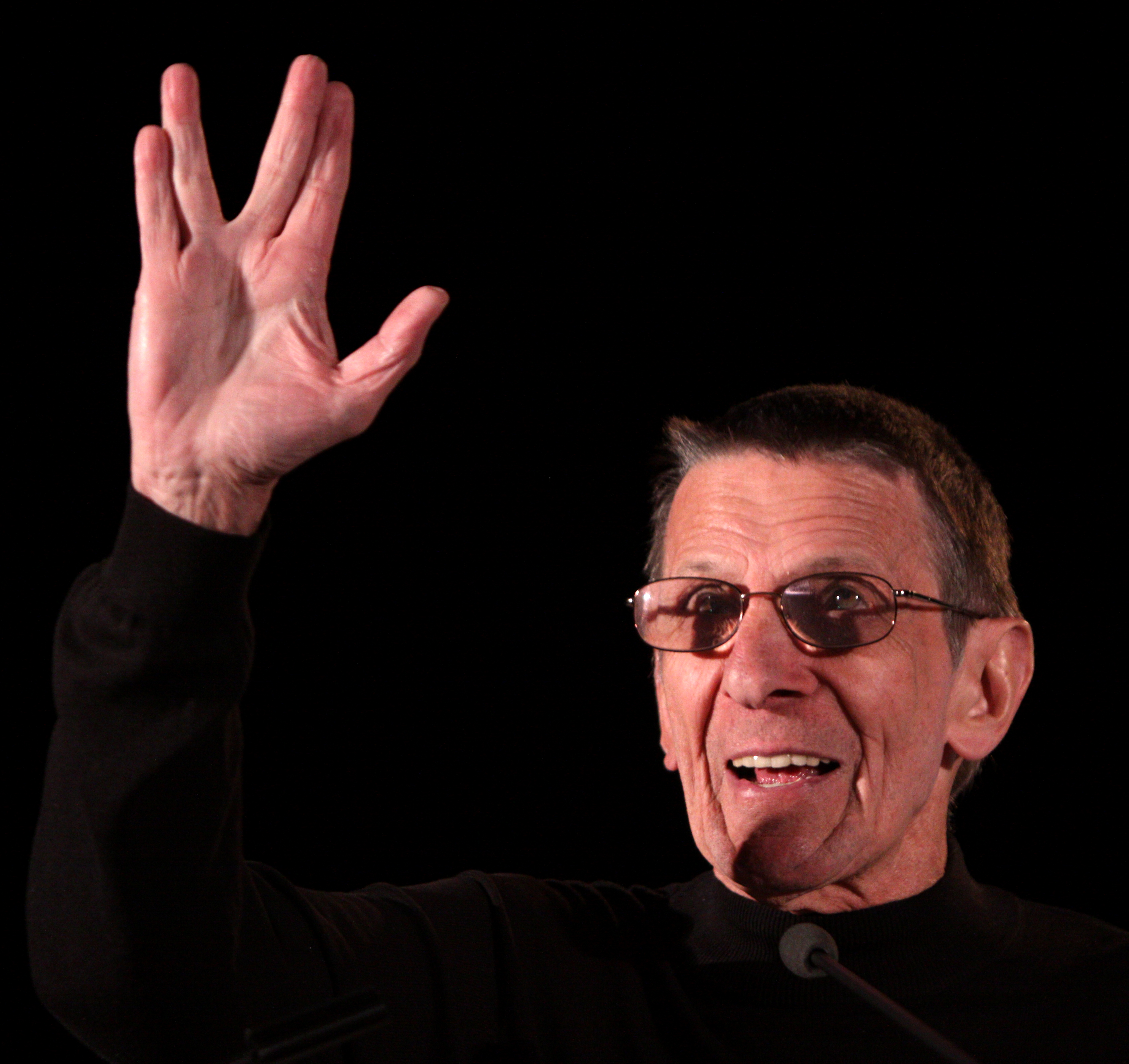
斯波克的扮演者伦纳德·尼莫伊在使用瓦肯举手礼

瓦肯举手礼，是一种源自美国著名科幻作品《星际迷航》（Star Trek）中，瓦肯人用于问好的手礼。该手势的具体做法为将中指与食指并拢，再将无名指与小指并拢，最后将大拇指尽可能的张开。瓦肯人在使用此手礼时，通常还会说著名的瓦肯祝词 ，字面意思為「長壽和繁盛」，不過在中文通常翻譯為「生生不息，繁荣昌盛」或「健康長壽，繁榮昌盛」。

## 历史

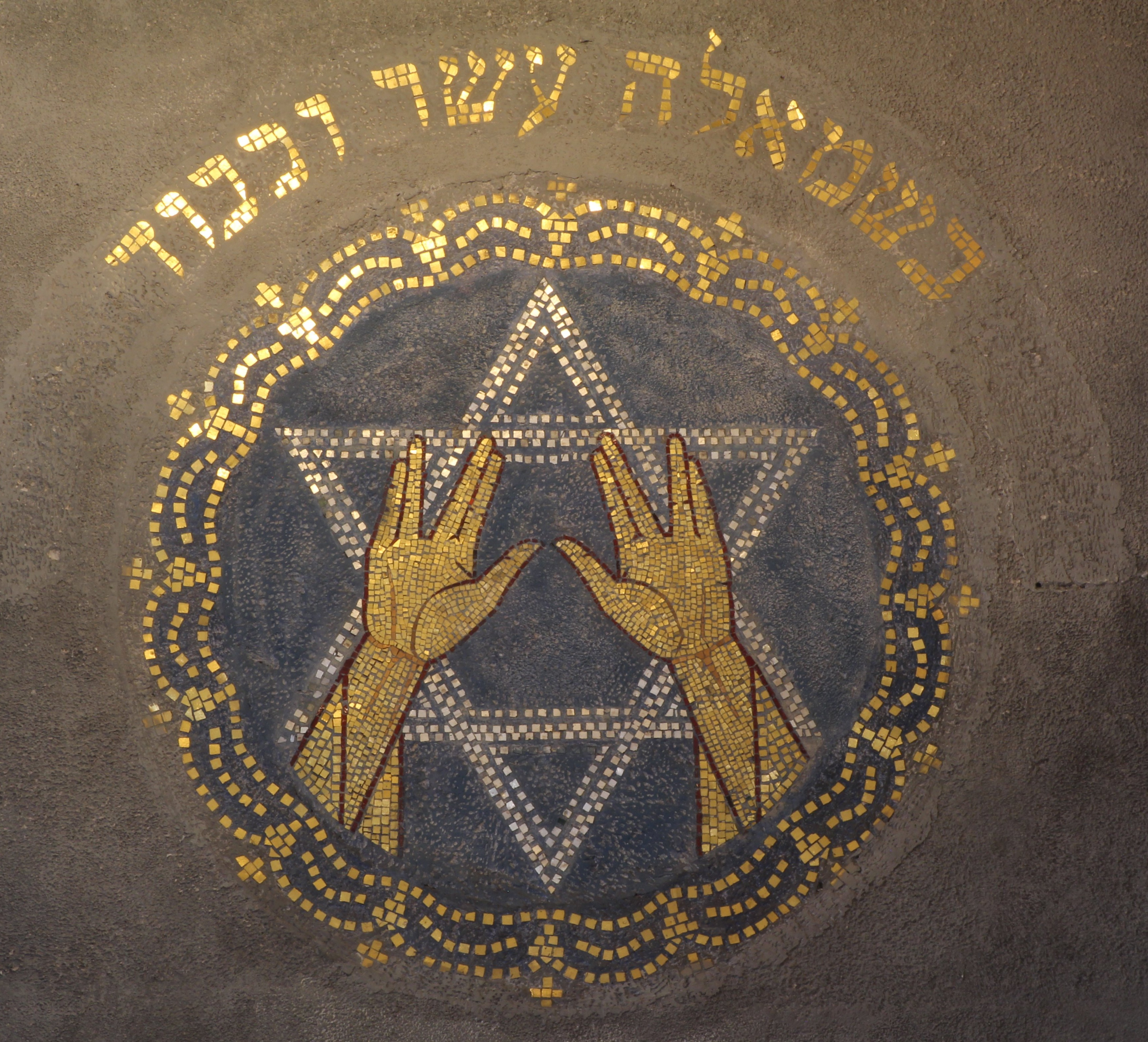
犹太祝福手勢是瓦肯举手礼的靈感來源

美国电影导演，斯波克（Spock）的扮演者伦纳德·尼莫伊（Leonard Simon Nimoy）在他的的自传《我不是斯波克》中曾介绍了瓦肯举手礼的由来。尼莫伊幼时曾被祖父带去参加一个犹太教的祈福仪式，并在仪式上见到了一种中指与食指并拢，无名指与小指并拢，最后将大拇指尽可能的张开的手势。这种手势的代表了希伯来文中的字母「‎」，此字母的寓意则为「上帝」，这种祈福手势给他留下了极为深刻的印象。拍摄《星际旅行》期间，剧组决定为瓦肯人设计一个手礼，尼莫伊立刻想到了这个犹太教祈福手势，最后，剧组将这个手势定为瓦肯人的手礼。

## 星际旅行中的瓦肯举手礼
在《星际旅行VIII：第一类接触》中，当泽弗拉姆·科克伦第一次进行曲速航行时遇到了瓦肯人，这也是人类首次接触瓦肯人。但当瓦肯人以瓦肯举手礼向科克伦问好时，科克伦却无法做出相同的动作，只好使用人类的问好方式握手。

## 问候语
当瓦肯人使用瓦肯举手礼问好时，通常会说一种著名的瓦肯祝词：「生生不息，繁荣昌盛。」这句经典的台词首次出现在《星际旅行：初代》中，由编剧斯多尔·斯特金所创。另有一种鲜为人知的祝词则为「安居乐业，生生不息。」（Peace and long life）。这种形式的打招呼用语十分接近一些中东文化。

## 繪文字
2014年6月，統一碼聯盟將瓦肯舉手禮做為繪文字納入Unicode第7版的杂项符号和图符區段。
|             | 🖖                                                    | 🖖                                                    |
| ----------- | ----------------------------------------------------- | ----------------------------------------------------- |
| Unicode名称 | RAISED HAND WITH PART BETWEEN MIDDLE AND RING FINGERS | RAISED HAND WITH PART BETWEEN MIDDLE AND RING FINGERS |
| 编码        |                                                       |                                                       |
| Unicode     | 25596                                                 | U+1F596                                               |
| UTF-8       | 240 159 150 150                                       | F0 9F 96 96                                           |
| UTF-16      | 55357 56726                                           | D83D DD96                                             |
| 字符值引用  | &#128406;                                             | &#x1F596;                                             |